# Коцебу, Эрнест Карлович
Эрне́ст Ка́рлович Коцебу́ (нем. Ernst Paul von Kotzebue; 1838—1914) — русский дипломат, тайный советник, камергер, гофмейстер.

## Биография
Родился в Риге 7 (19) апреля 1838 года — внук Августа Коцебу (1761—1819), сын Карла Евстафьевича Коцебу (1805—1896), племянник Василия Евстафьевича Коцебу (1813—1887).
Был атташе, затем младшим секретарём русской дипломатической миссии во Франкфурте (1862—1868), младшим (1868—1872), затем старшим секретарём посольства в Берлине (1872—1884), советником посольства в Париже (1884—1892). Русский посланник в Бадене, Вюртемберге и герцогствах Саксен-Кобург и Саксен-Гота (1892—1895) и в Вашингтоне (1895—1897).
Умер 21 августа 1914 года[по какому календарю?].

## Семья
- Первый брак - с Прасковьей Паулиной Маврос (1833—1902), двое детей: 
  - Мария (Мари Мадлен; 21.05.1863, Франкфурт-на-Майне — 1939)
  - Павел (Пауль; 1865—1947) — генерал-лейтенант, Георгиевский кавалер.
- Второй брак - с Александрой Ильинской (1866—1918).